# Erianthus dohrni
Erianthus dohrni är en insektsart som beskrevs av Bolívar, C. 1914. Erianthus dohrni ingår i släktet Erianthus och familjen Chorotypidae. Inga underarter finns listade i Catalogue of Life.